# Nikon F3
Nikon F3 — третє покоління професійних  малоформатних  дзеркальних фотоапаратів Nikon, яке прийшло на зміну Nikon F2. Камери й приналежності F3 вироблялися корпорацією Nippon Kogaku KK в  Японії з 1980 до 2001 а і являли собою закінчену  модульну систему, засновану на  байонеті Nikon F, вперше застосовані в  однойменної камері в 1959 році. Технічна досконалість і надійність дозволили Nikon F3 утримуватися на конвеєрі більше 20 років і пережити наступне покоління професійних «Ніконов» моделі  F4, виробництво якої було згорнуто у 1997 році.
Дизайн корпусу Nikon F3 (як і наступних моделей лінійки F) розроблений відомим італійським автомобільним дизайнером  Джорджетто Джуджаро. З усіх професійних камер Nikon F3 має найбільшу кількість модифікацій.

## Історія створення
Модель F3 стала першим професійним «Никоном», в якому розробники відмовилися від повністю механічного  затвора. Фотографи особливо цінували енергонезалежність попередньої моделі F2, але на тлі конкурентів вона вже до середини 1970-х виглядала застарілою через неможливість  автоматизації управління експозицією. Приставні пристрої DS-1 і DS-12, автоматично управляли  діафрагмою F2 за допомогою сервопривіда, зарекомендували себе з гіршого боку, як надмірно дорогі і ненадійні . При цьому, що існували на той момент фотоапарати того ж класу Olympus OM-2, Minolta XD-7 і Canon A-1 оснащувалися автоматичними режимами установки  експозиції і навіть  програмним автоматом. В основі цієї автоматики лежали електромеханічні затвори, що вимагали  електроживлення.
Відмова від механічного затвора на користь затвора з електронним управлінням був одним з найважчих рішень для інженерів Nikon. Вважається, що перший прототип Nikon F3 з'явився в 1974 році і являв собою удосконалений F2 з гібридним затвором, відпрацьовує  витримки за допомогою електронної автоматики, і в той же час частково працездатним без батарей, як це було реалізовано пізніше в камерах Canon New F-1 і Pentax LX.
Однак, розробники F3 порахували цей шлях безперспективним і пристрій нової камери було повністю перероблено, ставши зовсім несхожим на моделі  F і F2, які зберігали наступність більше 20 років. Від попередників залишилася тільки конструкція затвора з горизонтальним рухом шторок з  титанової  фольги, що гарантує 150 тисяч циклів спрацьовування до першої поломки. Його електромеханічне управління з  кварцовою стабілізацією забезпечує прецизійну відпрацювання витримок і їх автоматичний безступеневий вибір відповідно до встановленої діафрагмою (пріоритет діафрагми). Поточна витримка відображається на  рідкокристалічному дисплеї в поле зору  видошукача. При відсутності елементів живлення затвор відпрацьовує єдину витримку в 1/60 секунди, а синхронізація з електронним  спалахом доступна до 1/80. Крім автоматичної можлива ручна установка витримки в діапазоні від 8 до 1/2000 секунди. Також передбачені  ручна витримка «B» і тривала «T», коли затвор відкривається одним натисканням спускової кнопки, і закривається наступним.
Ще одне принципове нововведення торкнулося TTL-експонометра, який заснований на кремнієвому фотодіоде (SPD-комірці), розташованому, на відміну від попередніх моделей, не в знімній  пентапризмі, а в корпусі камери під дзеркалом. При спрацьовуванні затвора допоміжне дзеркало піднімається разом з основним за допомогою додаткових важелів. Завдяки такій конструкції, яскравість зображення в видошукачі залишається високою, а експонометр і автоматика працездатні з будь-яким встановленим візиром. Пентапризми, позбавлені експонометра, стали значно компактніше, як і весь фотоапарат. Баланс  центрально експовимірювання змінився з звичного співвідношення 60:40 чутливості по центру і по полю на більш «загострений» 80:20. Вперше в професійних камерах Nikon реалізована система «TTL OTF» експоавтоматика спалаху . При використанні системних спалахів Speedlight (SB-16A або SB-17) їх експозиція автоматично регулюється по відбитому від плівки світла. Вимірювання світла спалаху здійснюється тим же сенсором, що вимірювання решти освітлення. Тому, при включеній спалаху вимір звичайної експозиції неможливо, і в цьому випадку, при установці режиму пріоритету діафрагми, камера відпрацьовує єдину витримку 1/80 секунди.
Вся електроніка на шести  інтегральних мікросхемах зібрана на  гнучкою друкованій платі, вперше використовувалася в професійному «Никоні». При цьому фотодиод встановлювався безпосередньо на цю плату, скорочуючи довжину сполук, і дозволивши відмовитися від  попереднього підсилювача. Цю ідею намагалися вперше випробувати в моделі Nikon FE, але застосування вона знайшла тільки в професійній камері. Незважаючи на всі удосконалення, після початку випуску F3 модель F2AS продавалася паралельно і становила серйозну конкуренцію при більш високій ціні.
Одночасно з втратою енергонезалежності, F3 втратив сумісність з професійними двоциліндровими касетами з розкривається щілиною, характерну для обох попередніх моделей. На момент виходу камери переважна частина малоформатних фотоматеріалів поставлялася в одноразових касетах, і потреба в багаторазових відпала.

## Технічні особливості

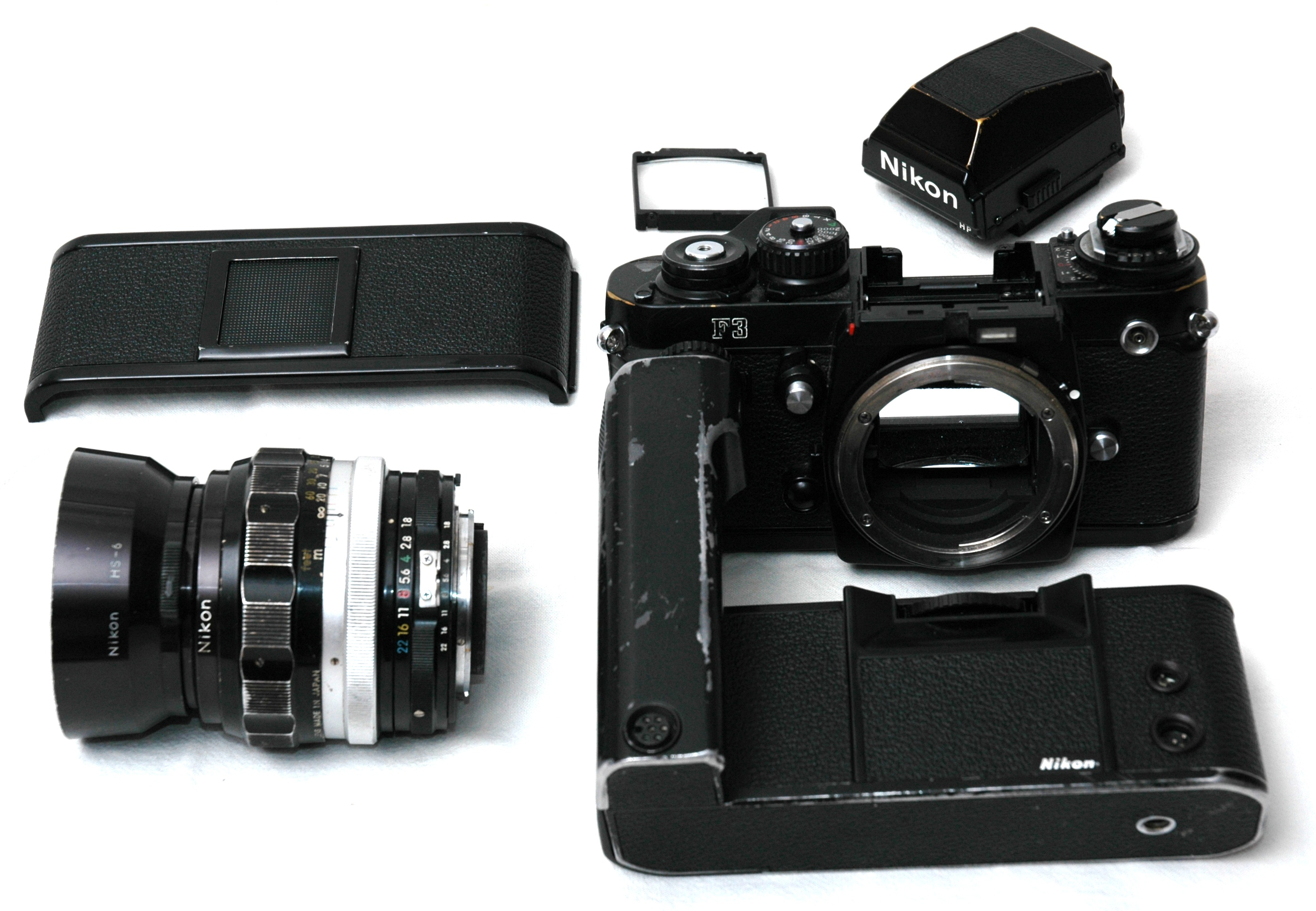
Фотосистема F3. Корпус Nikon F3 і його знімні елементи: об'єктив Nikkor, пентапрізма DE-3, екран фокусування, задня кришка і моторний привід MD-4

- Камера сумісна з усіма об'єктивами Nikkor серії AI, а також з більш старими. Для останніх поводок кільця передачі діафрагми на камері зроблений відкидним, проте в цьому випадку коректне вимір експозиції можливо тільки при робочому значенні діафрагми. Крім об'єктивів корпорації сумісні об'єктиви з  байонетом F незалежних виробників, в тому числі українського  заводу «Арсенал»;
- Спускова кнопка F3 вперше оснащена різьбленням, придатної для  спускових тросів стандарту ISO. До цього всі професійні «Нікони» були сумісні тільки з «рідними» тросиками спеціальної конструкції;
- В затворі використані 4 шарикопідшипник а, на 3 більше, ніж у попередніх моделях [3]. Всього в механізмі фотоапарата міститься 11 шарикопідшипників, забезпечуючи дуже легкий взвод і хід плівки;
- Пристрій камери дозволяє  фіксувати дзеркало у верхньому положенні для можливості використання  надширококутним об'єктивів з коротким  заднім відрізком та зменшення струсів. На відміну від попередніх моделей, F3 непридатний для установки ширококутної оптики ранніх серій, що вимагають підйому дзеркала. Механізм попереднього підйому і  репетира діафрагми повністю успадкований від моделі F2;
- Електронний автоспуск зі світлодіодної індикацією забезпечує 10-секундну затримку спрацьовування затвора;
- Наявність знімною пентапризми уможливлює використання інших типів видошукача, в тому числі шахти DW-3 і шестиразовій вертикальної лупи DW-4. Для роботи в  підводних масках і захисних окулярах випускався «спортивний» видошукач DA-2 з дуже великим окулярним вікном. У полі зору видошукача відображаються значення витримки (на мініатюрному РК-екрані) і діафрагми. Для відображення останньої використовується оптична система ADR (англ. Aperture Direct Readout), стандартна для більшості «Ніконов», випущених після 1977 року. Система дзеркал та лінз проектує в додаткове вікно візира зображення цифр, нанесених на кільце діафрагми об'єктива відповідно до специфікації AI;
- Конструкція змінних  фокусуючих екранів була вперше змінена, тому в моделі F3 неможливо використовувати екрани, придатні для обох попередніх поколінь професійних камер Nikon. Однак, деякі з 20 екранів, випущених для F3, сумісні з камерами  F4 і навпаки[4]. Крім оригінальних фокусуючих екранів Nikon доступні акрилові екрани, що випускалися американською фірмою Fresnel Optics, що володіють більш дешевої конструкцією, аналогічної плоским аматорським;
- Як і обидві попередні моделі, камера не оснащуються «гарячим черевиком» стандарту ISO. Замість цього  фотоспалахи кріпляться на кронштейні, розташованому під рулеткою зворотного перемотування. Форма цього кронштейна і кількість електричних контактів, однакові у моделей F і F2, змінені, тому системні спалахи більш раннього випуску можуть бути встановлені тільки через перехідник AS-3, а спалахи з черевиком ISO через адаптери AS-4 або AS-7[5]. Нові системні спалахи SB-17 і SB-16A оснащувалися додатковими контактами для роботи TTL-автоматики;
- У моделі вперше реалізована примусова відпрацювання витримки 1/80 секунди в режимі автомата на перших трьох кадрах зарядного ракордів плівки. Це виключає витрата батарей при випадковій відпрацюванні довгих витримок через незнятої кришки об'єктива;
- F3 став першою професійною камерою Nikon, оснащеної рідкокристалічним індикатором, що виводить інформацію в поле зору видошукача. На найпростішому чотиризначного екрані відображається поточна витримка і інформація експонометра;
- Харчування: один елемент типу CR-1 / 3N або два 1,55В, типу SR44. При установці мотора MD-4 електронні ланцюги перемикаються на живлення від його більш потужного акумулятора. У такій комбінації фотоапарат успішно пройшов заводське тестування на працездатність при температурах до −50 ° С [6];
- Приставний моторний привід MD-4 з  нікель-кадмієвих акумулятором MN-2 здійснює серійну зйомку з частотою 6 кадрів в секунду. Замість акумулятора можуть використовуватися 8  батарейок AA. У цьому випадку частота зйомки падає до 4 кадрів в секунду;
- Зворотній перемотування плівки може здійснюватися рулеткою вручну або моторним приводом. В останньому випадку в нижній фланець касети входить вилка, що здійснює обертання котушки. При знятому моторі отвір для вилки на нижній стінці корпусу закривається заглушкою;
- Мотор MD-4, як і всі попередні мотори для професійних камер Nikon, оснащувався додатковим лічильником кадрів, що дозволяє автоматично відключати протяжку після будь-якого попередньо встановленого кадру. Такий лічильник зручний при дистанційній зйомці з великою касетою і на сильному морозі, коли автоматичний останов мотора від зростаючого опору протягання може супроводжуватися обривом перфорації;
- Знімна задня кришка може замінюватися декількома типами датуючих кришок або касетою на 250 кадрів плівки. У 1991 році Kodak випустив для Nikon F3 цифрової задник DCS Digital Film Back з  ПЗС-матрицею здатністю 1,3  мегапікселя для  цифрової фотографії[7]. З цим задником, встановленим замість кришки, фотоапарат ставав  цифровою дзеркальною камерою сімейства Kodak DCS 100, першого на ринку обладнання для професійної  фотожурналістики.

## Модифікації F3
На відміну від попередніх поколінь професійних «Ніконов», які проводилися у двох виконаннях: «хромованому» і чорному, модель F3 випускалася тільки чорного кольору, за винятком титанової версії. Пентапризми також забарвлювалися тільки чорною фарбою.

### F3 HP

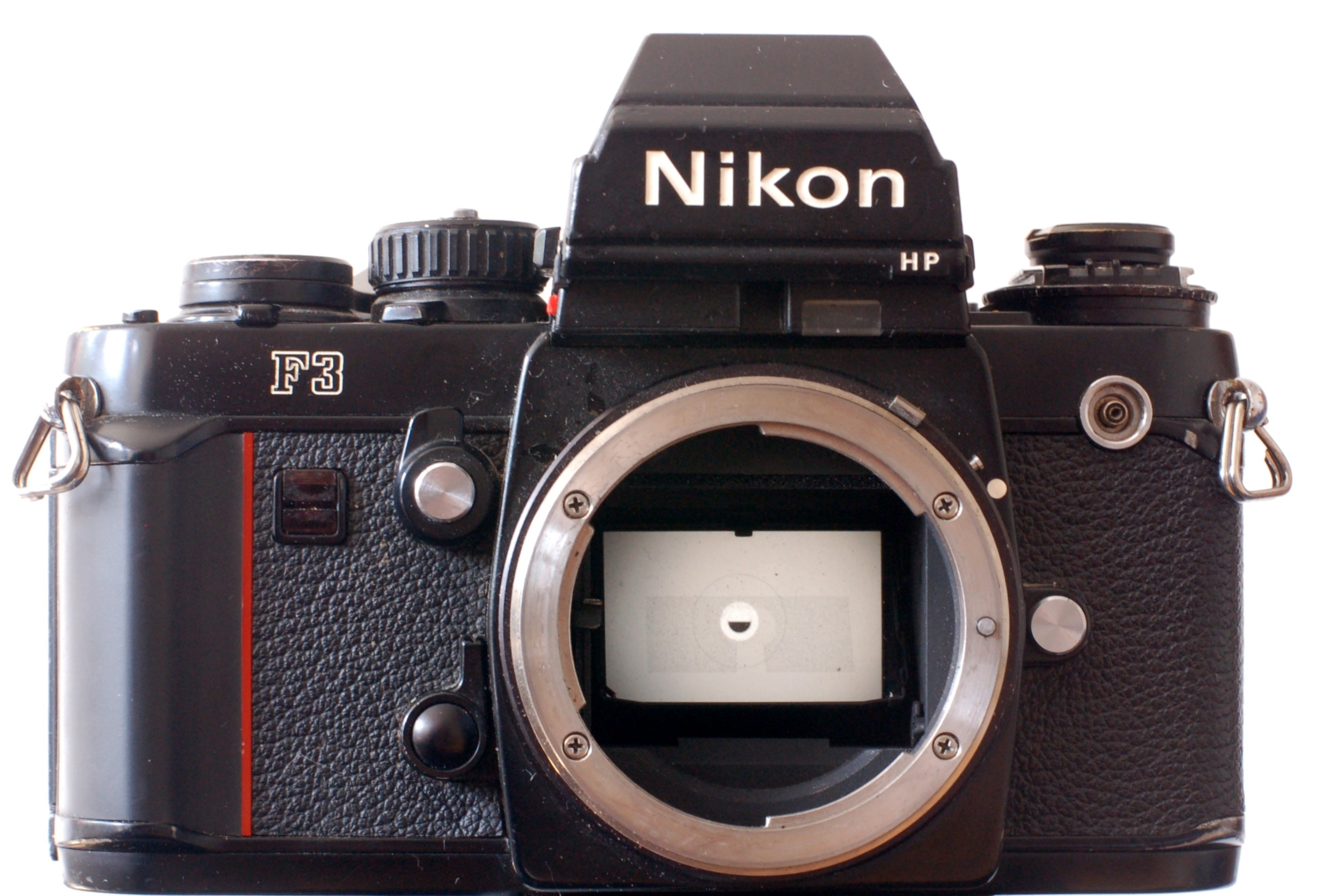
Nikon F3HP

Більш повна назва F3  'H'  igh eye  'P'  oint.
Єдина відмінність — замість стандартної пентапризми DE-2 камера комплектувалася призмою DE-3 з великим виносом  вихідної зіниці окуляр а. Це дозволяє при візуванні спостерігати зображення кадру повністю на відстані очі до 25 мм від окуляра збільшеного діаметра, що особливо важливо при роботі в окулярах. На передній стінці такої пентапризми зроблене граверування «HP». Конструкція виявилася настільки вдалою, що в даний час її використовує більшість виробників дзеркальних фотоапаратів .

### F3/T
Буква «Т» у назві означає наявність деталей корпусу, виконаних з  титану. З цього металу виготовлялися нижній і обидві половини верхнього щитка, задня кришка, а також щиток дзеркала і корпус пентапризми.